# Euphyia lacteata
Euphyia lacteata là một loài bướm đêm trong họ Geometridae.